# Vendelbrog
Vendelbrog er et uofficielt flag for Vendsyssel.
Det blev tegnet af Mogens Bohøj og introduceret af P.S. Poulsen (Hjørrings borgmester) i 1976.